# 안토니오 루나
안토니오 마누엘 루나 로드리게스(스페인어: Antonio Manuel Luna Rodríguez, 1991년 3월 17일, ~ )는 볼로스에서 뛰는 스페인의 축구 선수이다.

## 클럽 경력
마요르카 섬의 손세르베라에서 태어난 루나는 안달루시아 팀 세비야의 유소년팀에서 선수 생활을 시작했고, 세군다 디비시온 B에 소속 되어있는 세비야의 리저브팀에서 성인 무대 데뷔전을 치렀다. 2010년 5월 15일과 19일에 그는 그는 1군팀에서 공식 데뷔전을 치렀고, 그 두 경기는 모두 중요했다. 그의 첫 90분 풀타임 경기이였던 3-2로 승리한 시즌 마지막 라운드인 알메리아전에서 뛰었고, 마요르카를 밀어내고 마침내 UEFA 챔피언스리그 진출권의 마지막 자리를 차지했다. 두 번째 경기는 아틀레티코 마드리드를 2-0으로 승리한 2009-2010 시즌 코파 델 레이 결승전이였고, 이 경기에서도 그는 풀타임을 뛰었다.
2011년 1월 19일, 루나는 시즌 종료후때까지 또다른 안달루시아 지역팀인 알메리아로 임대를 떠났고, 4년을 머물기로 한뒤에 팀이 최하위권 강등 경쟁을 펼칠때 주전 선수로서 활용되었다.
그는 임대 복귀 이후, 그의 첫 풀 시즌인 2011-12 14 경기를 치렀다. 루나는 2012년 1월 29일에 열린 1-2로 패배한 말라가전에서 왼쪽 미드필더로 출전하여 그의 프로 데뷔 첫 골을 넣었다.
루나는 그의 고향인 발레아레스 제도에 있는 마요르카에서 2012-13 시즌의 후반기를 임대로 보내졌고, 팀은 시즌 종료후에 라 리가에서 강등됐다.

### 애스턴 빌라
2013년 6월 20일, 애스턴 빌라는 루나와 3년 계약을 맺었음을 발표하였다. 그는 아스널을 3-1로 승리한 8월 17일에 그의 첫 프리미어리그 데뷔경기에서 데뷔골을 넣었다.
애스턴 빌라 팬들은 루나에게 그의 이름을 스페인어에서 영어로 직번역한 '토니 문'(Tony Moon)이라는 별명을 지어줬다. 팀 감독 폴 램버트는 그가 그의 별명을 이해하지 못한다고 밝힌 바 있다.

### 베로나
2014년 8월 5일, 루나는 세리에 A팀 베로나로 임대되었다.

## 수상 경력
세비야
- 코파 델 레이: 2009–10